# Stanisław Zalewski

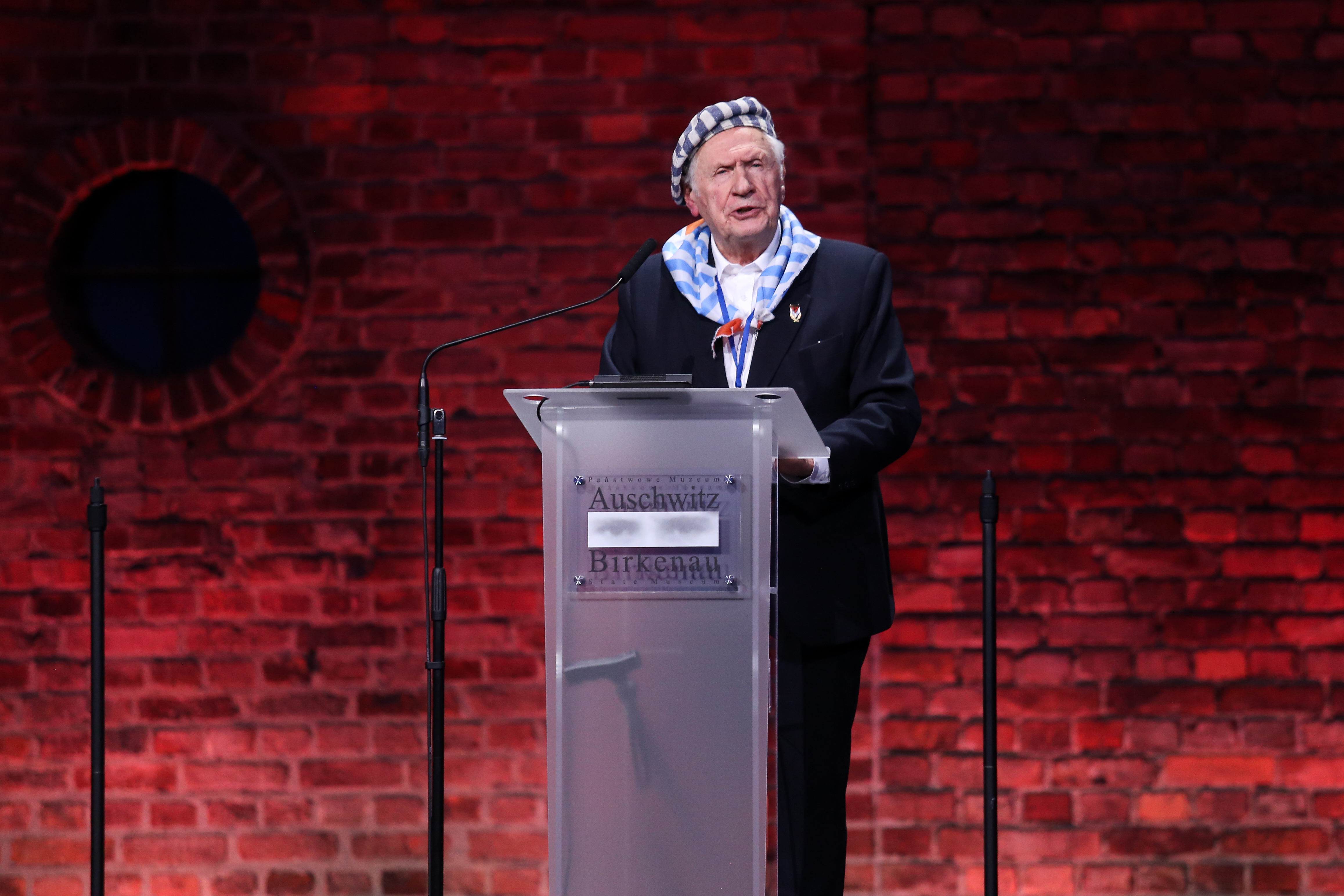
Stanisław Zalewski (2020)

Stanisław Zalewski (geboren am 1. Oktober 1925 in Sucha Wola) ist ein polnischer Überlebender dreier Konzentrationslager und Zeitzeuge. Er ist Vorsitzender der Polnischen Vereinigung der ehemaligen Häftlinge der politischen Gefängnisse und Konzentrationslager Hitlers.

## Leben
Stanisław Zalewski erlebte als 14-Jähriger in Warschau den Überfall der Wehrmacht auf sein Heimatland. In den folgenden Jahren tauchte er in den Untergrund ab und hatte Kontakt zu diversen Widerstandsgruppen. Im September 1943 wurde er von der Gestapo verhaftet, in der Folge verbrachte er 545 Tage als Häftling in Konzentrations- und Vernichtungslagern des NS-Regimes. Erst war er im berüchtigten Gefängnis Pawiak in Warschau interniert, dann wurde er in das KZ Auschwitz-Birkenau deportiert. In der Folge wurde er in das KZ Mauthausen überstellt und von dort zur Zwangsarbeit im Außenlager Gusen eingeteilt. In seinem Buch bezeichnete er Gusen 1 und Gusen 2 als „Vororte der Hölle“. Er berichtet von den unzähligen Schikanen, von der Sklavenschinderei in den unterirdischen Arbeitslagern von St. Georgen und der Omnipräsenz vom Mord und Totschlag. Am 5. Mai 1945 wurden er und seine Mithäftlinge von US-amerikanischen Truppen befreit, doch auch nach dem Ende der NS-Schreckensherrschaft starben in den österreichischen Lagern noch tausende Häftlinge an Erschöpfung bzw. Typhus. Zalewski ist überzeugt davon, dass er nur deswegen überlebte, weil er nach der Befreiung auf große Mengen an Essen verzichtete. Er absolvierte einen Fußmarsch von Nürnberg nach Warschau, der 72 Tage dauerte. Er fand eine völlig zerstörte Stadt vor und erfuhr vom Tod seiner Mutter und seines Bruders.
In Gusen starben mehr Häftlinge als in Mauthausen. Nach dem Untergang des NS-Regimes wurde das Gelände parzelliert und an Private verkauft. Zalewski wirft dem österreichischen Staat vor, dass dadurch das Konzentrationslager zum Verschwinden gebracht wurde – und damit die Erinnerung.
Anfang 2018 erhob der Verein Patria Nostra beim Bezirksgericht Warschau Klage gegen den Bayerischen Zeitungsverlag und Rundfunk. In Artikeln, die auch im Internet verbreitet wurden, waren die deutschen Vernichtungslager in Sobibor, Treblinka und Belzec als „polnische Lager“ bezeichnet worden. Die Polnische Vereinigung der ehemaligen Häftlinge der politischen Gefängnisse und Konzentrationslager Hitlers wertete dies als grobe Beleidigung, es wurde Klage eingebracht, vertreten durch den Vorsitzenden Stanisław Zalewski. Verlangt wurden eine Entschuldigung und 50.000 PLN als Wiedergutmachung. Zalewski reist als Zeitzeuge durch Europa und wurde 2021 vom österreichischen Bundespräsidenten zu einem Gespräch eingeladen. Sein Buch endet wie folgt: „Die wahre Versöhnung kann nicht ohne Vergebung und Wahrheit existieren. Und die Wahrheit ist für jede Seite anders.“ Letztlich sieht Stanisław Zalewski den Versöhnungsprozess als Aufgabe der Nachkommen an.

## Buchpublikation
- Ereignisse und Zeichen der Zeit aus den Jahren 1939–1945, New Academic Press 2020, ISBN 978-3-7003-2186-6

## Filmografie
- 2024: Botschafter des Erinnerns, Dokumentarfilm, Österreich 2024, 100 Min., Regie: Magdalena Żelasko. Produktion: LET’S CEE Film Festival

## Auszeichnungen
- 2025: Goldenes Verdienstzeichen der Republik Österreich[4]
- 2025: Goldener Rathausmann der Stadt Wien[5]